# Зелёнка (Воломинский повет)
Зелёнка (пол. Zielonka) — город в Польше, входит в Мазовецкое воеводство, Воломинский повят. Имеет статус городской гмины. Занимает площадь 79,23 км². Население — 17 075 человек (на 2004 год).